# Epicypta cruciata
Epicypta cruciata är en tvåvingeart som beskrevs av Mitsuhiro Sasakawa 2005. Epicypta cruciata ingår i släktet Epicypta och familjen svampmyggor. Inga underarter finns listade i Catalogue of Life.